# واینبورگ
واینبورگ (به فرانسوی: Weinbourg) یک کمون در فرانسه است که در Canton of Bouxwiller واقع شده‌است.

## خصوصیات
واینبورگ ۵٫۲۹ کیلومترمربع مساحت و ۴۶۱ نفر جمعیت دارد و ۲۱۵ متر بالاتر از سطح دریا واقع شده‌است.